# Tomb Raider: The Legend of Lara Croft
Tomb Raider: The Legend of Lara Croft är en amerikansk animerad action-äventyrsserie som hade premiär den 10 oktober 2024 på Netflix. Den är baserad på spelserien Tomb Raider av Crystal Dynamics, med Hayley Atwell som gör rösten till huvudrollen Lara Croft. En andra säsong är bekräftad.

## Handling
Filmen kretsar kring hjältinnan Lara Croft på nya äventyr.

## Rollista (i urval)

### Engelska originalröster
- Hayley Atwell – Lara Croft
- Allen Maldonado – Zip
- Earl Baylon – Jonah Maiava

## Mottagande
Serien mottogs av positiva recensioner från kritiker.